# Jag nu den säkra grunden vunnit
Jag nu den säkra grunden vunnit är en psalm av Johann Andreas Rothe (1688-1758) från 1726 (möjligen redan från 1722 med en bearbetning 1727) som senare översatts av Carl David af Wirsén 1889 och därefter bearbetats ytterligare av Johan Alfred Eklund 1911. Inför 1986 års psalmbok bearbetades Eklunds version av Britt G Hallqvist och Eklunds tidigare insatser omnämns inte längre. Psalmen har sex 6-radiga verser.
Melodin är en tonsättning från Hamburg 1690 (Bess-dur, 4/4 eller 2/2) och enligt Koralbok för Nya psalmer, 1921 samma melodi som till de samtida psalmerna De rika skördar, som förgyllde, Hör, Gud ännu sin nåd dig bjuder, Är än min röst som änglars tunga och senare även till psalmen Ett vänligt ord kan göra under (1937 nr 413 och 1986 nr 98).
Eklunds version är fri för publicering 2015.

## Publicerad som
- Nr 232 i Svenska Missionsförbundets sångbok 1894 under rubriken "Trosvisshet" med titelraden Jag nu den säkra grunden funnit.
- Nr 583 i Nya psalmer 1921, tillägget till 1819 års psalmbok under rubriken "Det Kristliga Troslivet: Troslivet hos den enskilda människan: (okänd underrubrik)".
- Nr 157 i Sionstoner 1889 med titelraden Jag nu den säkra grunden funnit och med initialerna J. A. Rrothe; C. F..
- Nr 365 i Sionstoner 1935 under rubriken "Nådens ordning: Trosliv och helgelse".
- Nr 299 i 1937 års psalmbok under rubriken "Tro, förlåtelse, barnaskap".
- Nr  393 i Sånger och psalmer 1951 under rubriken "Troslivet och glädje".
- Nr  158 i Psalm och Sång 1966 under rubriken "Frälsningen i Kristus — Frälsningens grund."
- Nr 245 i Den svenska psalmboken 1986, 1986 års Cecilia-psalmbok, Psalmer och Sånger 1987, Segertoner 1988 och Frälsningsarméns sångbok 1990 under rubriken "Förtröstan - trygghet".
- Nr 391 i Lova Herren 1987 under rubriken "Trons grund".
- Nr 266 i Svensk psalmbok för den evangelisk-lutherska kyrkan i Finland (1986) under rubriken "Guds nåd i Kristus"